# Seleniuro de sodio

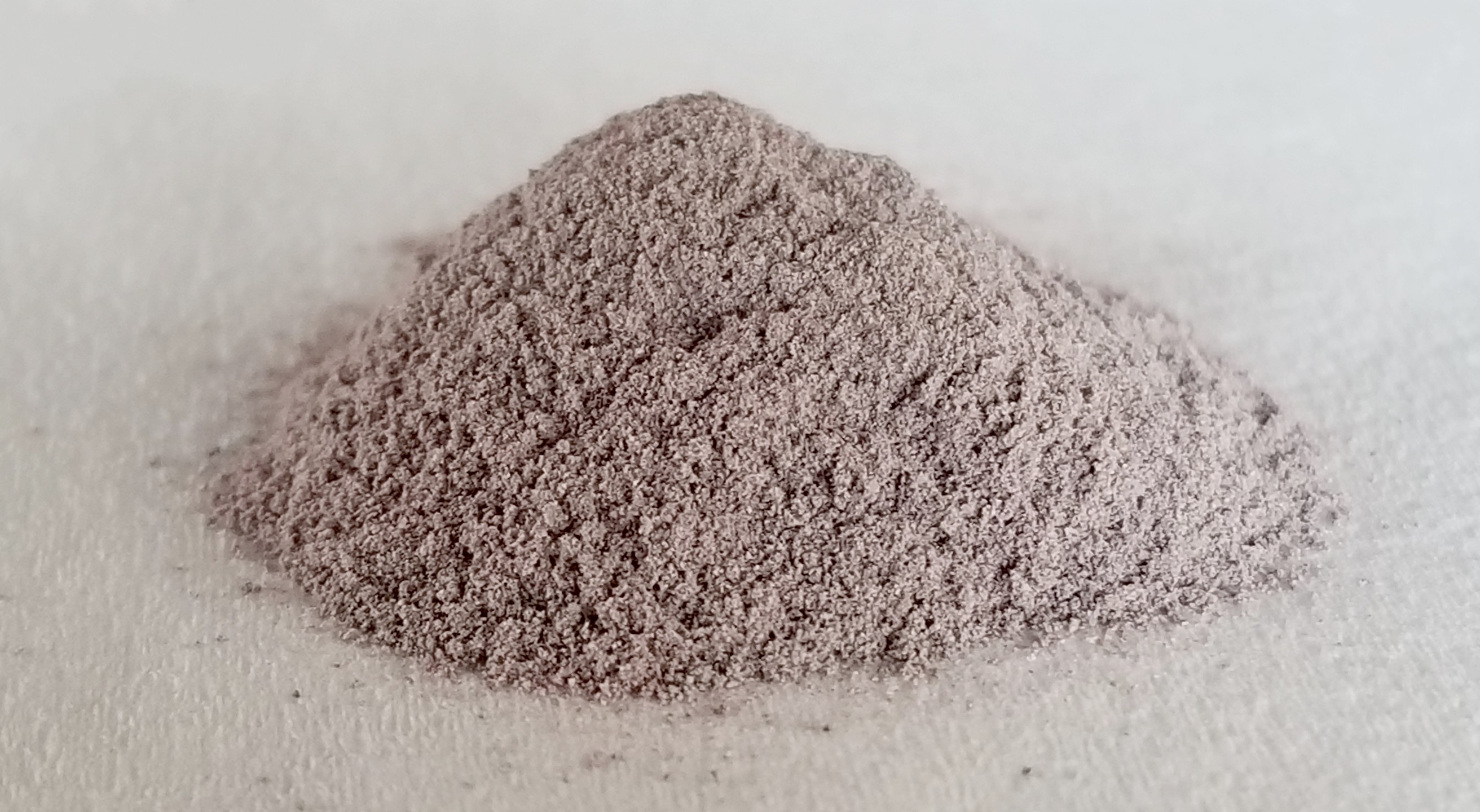
Na2Se

El selenuro de sodio es un compuesto químico. Su fórmula química es Na2Se. Contiene iones de sodio y selenio.

## Propiedades
El selenuro de sodio es un sólido. Reacciona con el agua para formar una mezcla de hidróxido de sodio e hidroselen
uro de sodio. Es un agente reductor. Se oxida a una mezcla de selen
uro y selenio, formando una coloración blanquecina. Es eventualmente oxidado a dióxido de selenio. Reacciona con ácidos para producir gas de selenuro de hidrógeno.

## Preparación
Se hace reaccionando el selenio con una solución de sodio en amoníaco líquido.

## Usos
El seleniuro de sodio se utiliza para reaccionar con algunos compuestos orgánicos.